# Vodítko

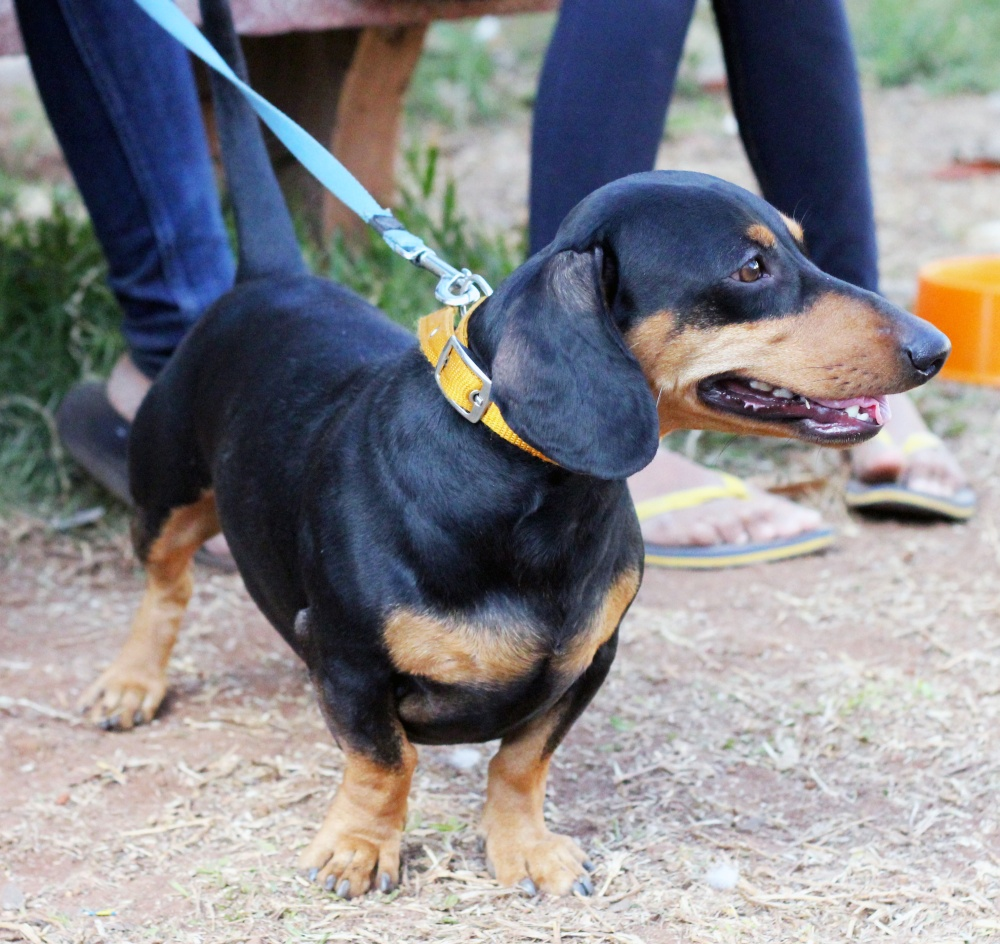
Pes připevněný na vodítku

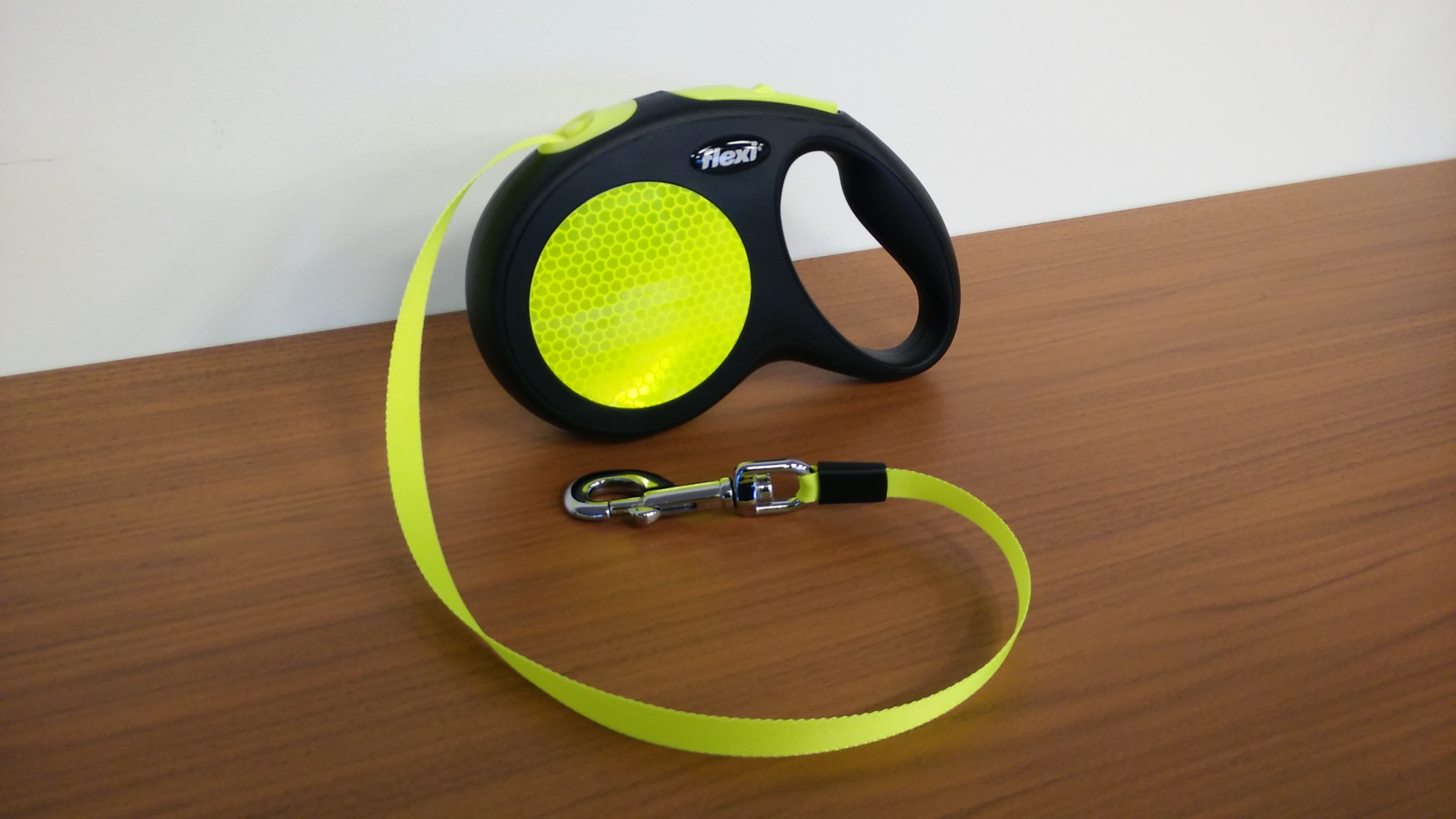
Navíjecí flexi vodítko

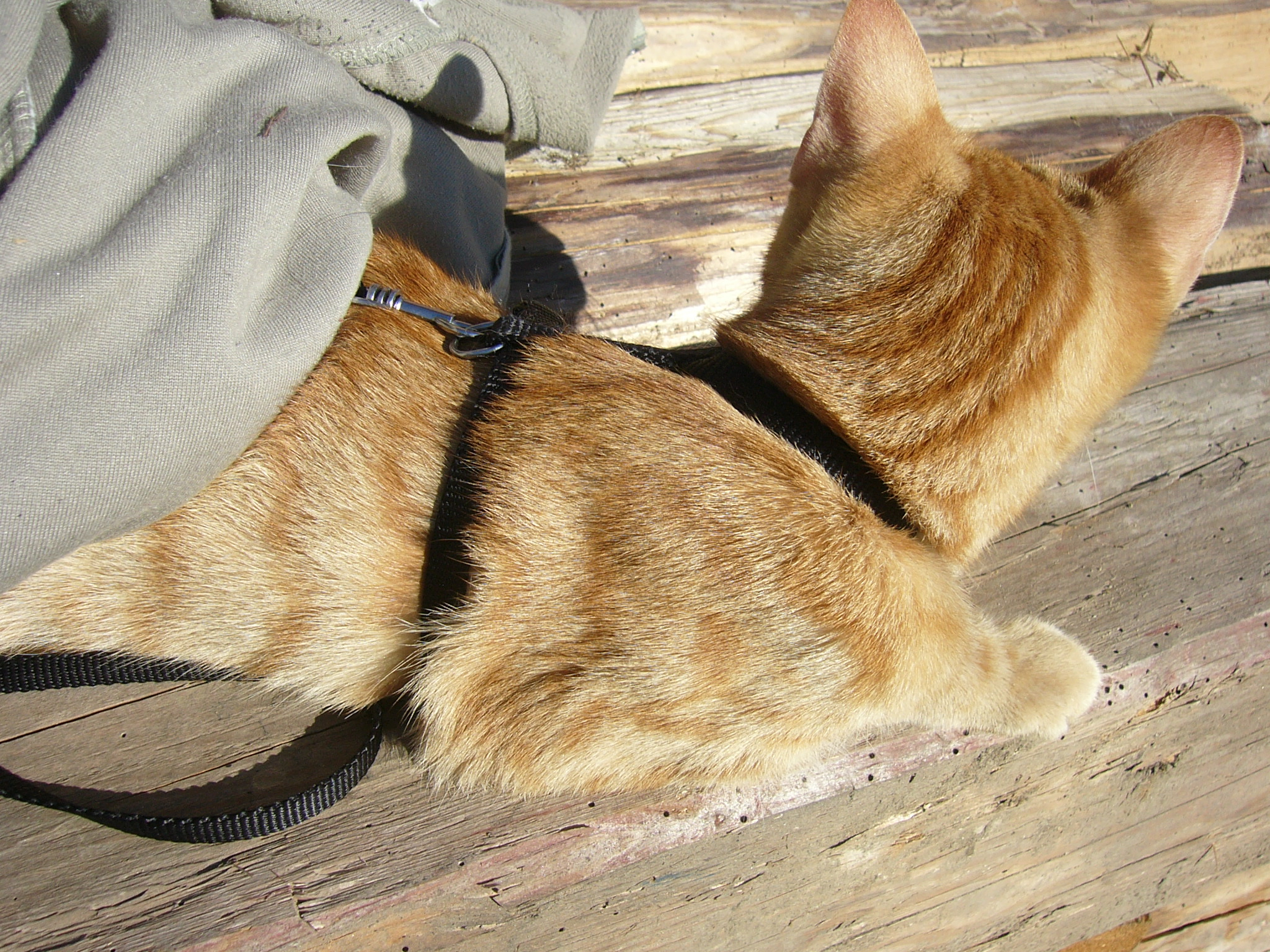
Kočka s postrojem a vodítkem

V užším (nejčastějším) významu je vodítko popruh (též šňůra), který se připojuje na obojek nebo postroj domácího zvířete (nejčastěji psa) a slouží k jeho vedení (kontrole pohybu).

## Jiné významy
Vodítko může být též součást mechanismu, která vede jiný díl zařízení po stanovené dráze. Výraz může také být chápán jako synonymum ke slovu návod či směrnice.

## Užití
Na vodítko se obvykle připínají psi (výjimečně jiná zvířata – kočky, fretky atd.), aby nemohli utéct, pohybovat se po místech pro ně nebezpečných či zaútočit na člověka nebo zvíře. Za vodítko se označují i podobné výrobky, které slouží k omezení pohybu malých dětí.

## Typy vodítek
Vodítka pro psy se vyrábějí v různých provedeních, např.:
- Vodítko pro štěňata
- Stopovací vodítko
- Lovecké vodítko
- Klasické vodítko na procházku
- Navíjecí vodítko (také flexi vodítko nebo samonavíjecí vodítko)
- Sportovní vodítko
- Výstavní vodítko
- Řetízkové vodítko
- Připínací vodítko
- Dvojvodítko
- Trojvodítko

## Materiál
Vodítka jsou nejčastěji vyrobena z textilu, zejména nylonu. Dále existují kožená, řetězová, bavlněná či koženková vodítka.

## Zajímavosti

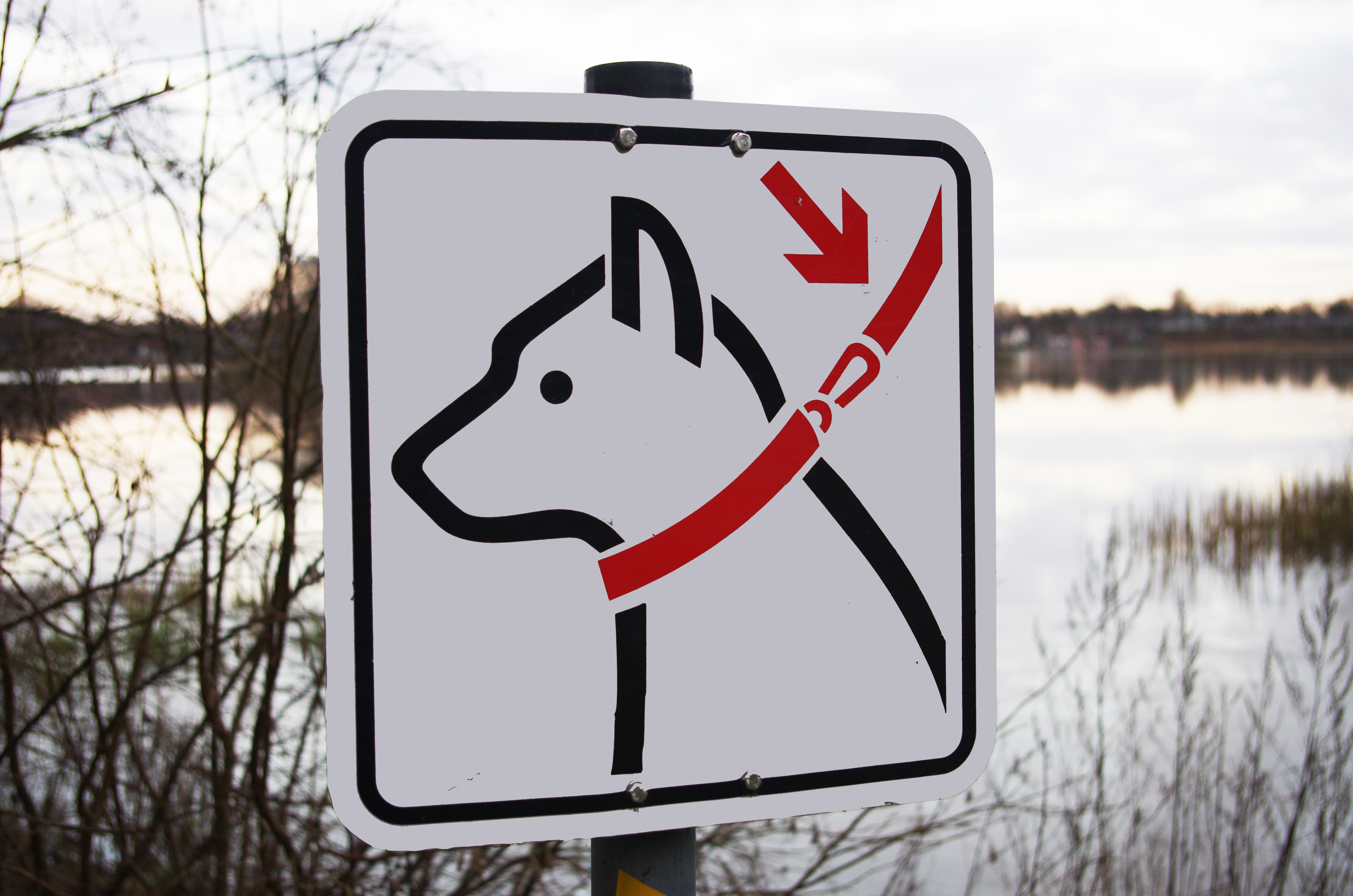
Zákaz volného pobíhání psů

- Piktogram psa s obojkem a vodítkem označuje místa se zákazem volného pohybu psů.
- Zatímco čeština nerozlišuje vodítka podle druhu zvířete, britská angličtina užívá výraz leash pro vedení větších (potenciálně agresivních) psů; pro vedení běžných psů má slovo lead. Němčina může zpřesnit jednoslovným výrazem Hundenleine, že jedná o vodítko pro psa, obecné slovo je Führeleine.
- Nahá žena vedoucí na vodítku vepře je námětem obrazu Pornokrates belgického malíře Féliciena Ropse.